# Liceum Ogólnokształcące im. Mikołaja Kopernika w Wołowie
Liceum Ogólnokształcące im. Mikołaja Kopernika w Wołowie – liceum ogólnokształcące w Wołowie, założone w 1945 roku; najstarsza szkoła średnia w powiecie wołowskim. Patronem szkoły jest Mikołaj Kopernik, którego pomnik wzniesiono przed budynkiem szkoły w 2015 roku.

## Historia
- Wiosną 1946 roku przejęto od władz radzieckich budynek przy placu Jana III Sobieskiego.
- We wrześniu 1946 r. szkoła otrzymała od władz budynek przy ul. Wojska Polskiego, w którym mieścił się internat. Na początku mieszkało tam 32 uczniów, nad którymi opiekę sprawował Edward Żebrowski.
- Na mocy okólnika Ministerstwa Oświaty nr 3605/48 z dnia 12 lipca 1948 roku Państwowe Gimnazjum i Liceum w Wołowie zostało  przekształcone w Szkołę Ogólnokształcącą stopnia podstawowego i licealnego.
- Dnia 1 września 1948 roku zorganizowano szkołę ogólnokształcącą stopnia podstawowego liczącą 7 oddziałów, która przetrwała rok.
- W czerwcu 1948 roku odbył się pierwszy egzamin maturalny na Prywatnym Kursie Licealnym dla Pracujących.
- W 1951 roku odbył się w szkole pierwszy egzamin dojrzałości, a ostatni w 2004 roku. Później wprowadzono egzamin maturalny.
- W roku szkolnym 1991/1992 zakupiono sprzęt komputerowy i oddano do użytku pracownię informatyczną.
- 2  października  1971  roku  zorganizowano  obchody 25-lecia istnienia  liceum połączone z pierwszym zjazdem absolwentów z lat 1951-60.
- 50-lecie szkoły jesienią roku 1995, gdy dyrektorem był Eugeniusz Czerepok.
- 60-lecie szkoły odbyło się 23 września 2005 roku, kiedy Eugeniusz Czerepok nadal pełnił funkcję dyrektora liceum.
- 70-lecie liceum za kadencji pani dyrektor Barbary Kołodziej odbyło się we wrześniu 2015 roku.
- W roku szkolnym 2012/2013 sfinalizowany został remont szkoły, przy szkole powstały boiska sportowe „Orlik”.
- W 2015 roku przed budynkiem szkoły stanął pomnik Mikołaja Kopernika.
- 1  września  2016  roku dyrektorem  liceum została  pani  Halina  Łosiewicz[1]

## Profile
Obecnie uczniowie kształcą się na następujących profilach:
- mundurowy
- biologiczno-chemiczny
- humanistyczny
- matematyczno-fizyczny.

## Znani absolwenci
- Tomasz Bonek  – reporter, dokumentalista, pisarz i podróżnik, redaktor naczelny portalu Money.pl, dyrektor Forbes.pl, Business Insider Polska i Biznes.Onet[1].
- Mirosław Hermaszewski – kosmonauta, pierwszy i jedyny Polak, który był w kosmosie
- Marek Lechki – reżyser filmowy